# Spytihněv (przystanek kolejowy)
Spytihněv – przystanek kolejowy w miejscowości Spytihněv, w kraju zlińskim, w Czechach. Znajduje się na wysokości 195 m n.p.m.

## Linie kolejowe
- 330 Přerov - Břeclav